# 庾文君
庾文君（297年—328年），颍川郡鄢陵县（今河南省许昌市鄢陵县）人，左将军庾琛第三女，晋明帝司马绍的皇后，長兄即东晋权臣庾亮，還有另外的兩位哥哥庾懌和庾冰及兩個弟弟庾條和庾翼，妹婿為何充。

## 生平
庾文君少年时以珪璋特异，令仪淑美，所以晋元帝为太子司马绍纳为世子妃。太兴四年（321年）庾妃生司马衍，即后来的晋成帝，次年生司馬岳，即後來的晉康帝。322年，晋元帝去世，司马绍即位，于太宁元年（323年）六月立庾妃为皇后。赠庾琛为车骑将军，其夫人毌丘氏封安阳县君，从母荀氏永宁县君，何氏为建安县君（有一位名茂）。
咸和元年（325年），晋明帝去世，晋成帝司马衍即位，尊庾皇后为皇太后，大臣因为成帝年幼请她临朝，庾太后以东汉和熹皇后邓绥的故事多次辞让，不得已才临朝摄政。
咸和三年（328年），苏峻、祖约叛乱（蘇峻之亂），占领宫城。同年三月，庾太后因忧而亡，时年三十二岁，谥号明穆皇后。

## 延伸阅读
[在维基数据编辑]
 《晉書/卷032》，出自房玄齡《晉書》

| 前任： 梁蘭璧 | 晋朝皇后 323年—325年 | 繼任： 杜皇后 |